# Marliana
Marliana /mar'ljana/ je italská obec v toskánské provincii Pistoia, 50 km severozápadně od Florencie. Obec má rozlohu 42 km² a zhruba 3 000 obyvatel.

## Vývoj počtu obyvatel
Počet obyvatel